# Ditomoidea alluaudi
Ditomoidea alluaudi là một loài bọ cánh cứng trong họ Zopheridae. Loài này được Grouvelle miêu tả khoa học năm 1906.